# Município de Liberty (condado de Fairfield, Ohio)
O município de Liberty (em inglês: Liberty Township) é um município localizado no condado de Fairfield no estado estadounidense de Ohio. No ano de 2010 tinha uma população de 7.916 habitantes e uma densidade populacional de 60,73 pessoas por km².

## Geografia
O município de Liberty encontra-se localizado nas coordenadas 39° 52′ 25″ N, 82° 38′ 38″ O. Segundo a Departamento do Censo dos Estados Unidos, o município tem uma superfície total de 130.36 km², da qual 130,36 km² correspondem a terra firme e (0 %) 0 km² é água.

## Demografia
Segundo o censo de 2010, tinha 7.916 habitantes residindo no município de Liberty. A densidade populacional era de 60,73 hab./km². Dos 7.916 habitantes, o município de Liberty estava composto pelo 97,22 % brancos, o 0,71 % eram afroamericanos, o 0,16 % eram amerindios, o 0,43 % eram asiáticos, o 0,16 % eram de outras raças e o 1,31 % eram de uma mistura de raças. Do total da população o 0,75 % eram hispanos ou latinos de qualquer raça.